# Tfu
Tfu – drugi singel z albumu Kasi Nosowskiej pt. Sushi.

## Lista utworów
1. "Tfu" (wersja albumowa) – 4:30
2. "Tfu (Smolik mix)" – 4:34
3. "Tfu (Jan Mario mix)" – 3:57
4. "Tfu (State of Sound mix)" – 5:50
5. "Keskese (Mr. Bo mix)" – 4:16
6. "Keskese (Millenium mix)" – 3:24
7. "WeejteWelVogel"